# Glarus
Glarus (tiếng Đức: [ˈɡlaːrʊs] ⓘ; tiếng Đức Alemanni: Glaris; tiếng Pháp: Glaris; tiếng Ý: Glarona; tiếng Romansh: Glaruna) là thủ phủ của bang Glarus ở Thụy Sĩ. Kể từ 1 tháng 1 năm 2011, xã Glarus hợp nhất với các thị trấn Ennenda, Netstal và Riedern.
Glarus nằm bên sông Linth, nằm phía tây của núi Glärnisch (thuộc Schwyzer Alpen) và phía đông của Schilt (Anpơ Glarus). Các công trình được xây dựng trước vụ hỏa hoạn năm 1861 không còn sót lại. Gỗ, dệt may, chất dẻo và in ấn là các ngành nghề chính. Biểu tượng của thành phố là nhà thờ theo kiến trúc Tân La Mã.
Ngôn ngữ chính thức của Glarus là tiếng Đức, nhưng ngôn ngữ được người dân địa phương sử dụng là phương ngữ Đức khu vực Thụy Sĩ của tiếng Alemanni.

## Sự Kiện và Lễ Hội
Glarus tổ chức nhiều sự kiện và lễ hội truyền thống, nhất là trong lĩnh vực văn hóa và nghệ thuật.
Lễ hội Glarner Fäscht, tổ chức mỗi năm, là một sự kiện vui nhộn và quan trọng.
Bảo tàng Glarner là một trong những điểm tham quan văn hóa quan trọng, hiển thị lịch sử và văn hóa của bang Glarus.